# 萨拉·惠伦
萨拉·惠伦（英語：Sara Whalen，1976年4月28日—），美国女子足球运动员。她曾代表美国国家队参加2000年夏季奥林匹克运动会足球比赛，获得一枚银牌。她也曾参加1999年世界杯女子足球赛。